# برقبان
برقبان (تلفظ بومی: /borqebān/ تلفظ معیار: /barqbān/) روستایی از توابع بخش نوده انقلاب و در شهرستان خوشاب، استان خراسان رضوی، ایران است.

## پیشینه تاریخی برقبان
۱- کتابچه ولایت خوشاب و جوین قسمتی از جلد دهم مجموعه ناصری است که به شماره ۴۳۳۰ در کتابخانه ملی ملک و میکروفیلم آن در کتابخانه مرکزی آستان قدس رضوی موجود است. کتابچه خوشاب ۵/۱۷ ورق و مختلف السطور و با خط تحریری با ارقام سیاق احتمالاً به سال ۱۲۹۶هجری قمری(۱۲۳ سال قبل) توسط شخص ناشناسی نوشته شده‌است؛ زیرا کتابچه جوین نیز که همراه کتابچه مذکور است تاریخ تألیف سال مذکور ثبت گردیده و از طرف دیگر تاریخ اکثر نسخه‌های مربوط به ولایت خراسان مربوط به همین سال است. در این کتاب در توصیف برغبان (برقبان امروزی) آمده‌است: جزو ییلاق است. هوایش معتدل؛ دو رشته قنات دارد. دیمه کارند. رعیت ۱۵خانوار.
۲- طی تحقیقات محلی علت نامگذاری این روستا وجود دو تا سه برج دیده‌بانی در محوطه تاریخی آن (کاتا حولی) و مربوط به دوره نادرشاه بوده که خانوار ساکن مسئول نگهداری و دیده‌بانی در این برج‌ها را در مقابل راهزنان برعهده داشته‌اند. بنا به اظهارات برخی از افراد مسن کاتا حولی در ابتدا به صورت قلعه توسط دیوارهای بزرگی احاطه می‌شده‌است که در اطراف آن دارای دالان و تونل‌های ورودی بوده و جهت دیدبانی دارای برج‌هایی در اطراف آن بوده‌است. این قلعه در ابتدا توسط یکی از سربازان نادرشاه که از ساکنین این روستا بوده و با پاداشی که نادرشاه در لشکرکشی به هند دریافت کرده بود ساخته شده‌است.این پاداش کلان در ازای ازدواج این سربازان با زنان و دختران ایرانی بوده که در اسارت محمود افعان بوده و در طی حمله نادر آزاد شدند. برقه در لغت نامه به معنای برج و بارو و محل دیدبانی ذکر شده‌است. (برقبان)
مستندات و نقشه و جمعیت روستا در لشکرکشی نیروهای روسیه ثبت گردیده‌است و تصاویر نقشه در موزه امام رضا در مشهد موجود است در فرهنگ لغت دهخدا بر همین اساس نام روستا به اشتباه برقیان ذکر گردیده‌است.
۳- محوطه تاریخی برقبان: براساس مواد فرهنگی لایهٔ سطحی ریشه‌های زندگی در این محوطه به هزاره دوم قبل از میلاد تا هزاره اول می‌رسد و تاکنون که مطالعات بررسی شناسایی باستان‌شناسی بخش اتمام نشده قدیمی‌ترین حرکت فرهنگی انسانی در این محل صورت گرفته‌است و به دلیل ارزشهای تاریخی فرهنگی آن پیشنهاد ثبت در فهرست آثارملی شده‌است.(برگرفته از :خوشاب پیشینه فرهنگی، جغرافیایی و تاریخی خوشاب؛ محمد علی ابراهیمی دوست، محمد عبدالله زاده ثانی)